# Scott Rosenbaum
Pour les articles homonymes, voir Rosenbaum.
Scott Rosenbaum est un producteur exécutif et scénariste de télévision américain.

## Biographie
Il est notamment connu pour avoir écrit plusieurs épisodes des séries The Shield et Chuck.
Fin 2009, il est nommé producteur exécutif et nouveau showrunner due V (2009), remake de la série V des années 1980.

## Filmographie

### Scénariste

#### Série télévisée
- 2000 : Grown Ups (en)
- 2002 : The Shield
- 2007 : Chuck
- 2010 : V
- 2014 : Gang Related
- 2016 : Reine du Sud

### Producteur

#### Série télévisée
- 2002 : The Shield
- 2010 : V